# Sumkurve
En sumkurve er en kurve i et koordinatsystem med observationer på x-aksen og kumulerede frekvenser på y-aksen.
| Matematik | Spire Denne artikel om matematik er en spire som bør udbygges. Du er velkommen til at hjælpe Wikipedia ved at udvide den. |